# Aurelio González Ovies
Aurelio González Ovies (Bañugues, Gozón, Asturias, 9 de febrero de 1964) es un escritor y poeta español. Es doctor en Filología Clásica y profesor de Filología Latina en la Universidad de Oviedo. En palabras del escritor Víctor Alperi:
"un poeta-sin olvidar su faceta de profesor universitario y articulista-con una visión muy personal de la realidad humana, destacando dentro del rico panorama de la lírica española actual con una voz original. No pertenece a grupos literarios ni capillitas, imponiendo su estilo desde su primer libro (...)".
Y es que desde su primer poemario, Las horas en vano (1989), en su obra poética destacan varios premios literarios y la antología compilando veinte años de poemas Esta luz tan breve (Poesía 1988-2008) donde el poeta reúne alrededor de 150 poemas en los que se vislumbran algunos de los temas más acostumbrados del género: el amor y el desamor, la soledad, la muerte y la infancia. Miguel Florián, poeta y crítico español, presume en el prólogo que "la lectura de la poesía de Aurelio González Ovies conforta, nos ofrece belleza y verdad: mundo desvelado y limpio".

## Biografía
En 2007 inicia su andadura en la literatura infantil y juvenil con la publicación, en la editorial Pintar-Pintar, de El poema que cayó a la mar, recientemente con gran éxito de ventas en México, un recorrido de éxito en el mundo poético infantil al que se sumarán otros seis álbumes de poesía ilustrada. Varios de estos títulos están coeditados en distintos idiomas (castellano, catalán, asturiano) y el último, Versonajes (2013), fue galardonado por el Ministerio de Educación, Cultura y Deporte con un Premio al Libro Mejor Editado en España 2014 en la categoría de Libros Infantiles y Juveniles.
María García Esperón, escritora mexicana de literatura infantil y juvenil, lleva años comprometida dando a conocer la palabra de Aurelio González Ovies por todo el mundo a través de la difusión de su obra por internet. En su opinión « su poesía nace de la experiencia sencilla, del sentimiento, del amor por las raíces, del amor a lo que somos, de la maravilla de sentirnos vivos y de poder valorar las cosas difíciles de la existencia: la muerte, la separación… todo eso que vamos viviendo los seres humanos como una oportunidad más de belleza”.
La obra poética de Aurelio González Ovies fue en 2015 el objeto de estudio en la Universidad de Oviedo de una tesis doctoral, elaborada por Sara María Bárcena de Cuendias y dirigida por Antonio Fernández Insuela. La autora de la primera tesis sobre el poeta asturiano explica que su poesía le "sirve para reivindicar al poeta libre, a contracorriente, fuera de tono en el mejor sentido de la palabra".
El Premio Hispanoamericano de poesía Juan Ramón Jiménez en 1992 volvió en 2016 de nuevo de plena actualidad de la mano de la editorial Enlace Editorial (Bogotá). Esta organización, colaboradora necesaria para la educación integral en Colombia, reedita junto con otra treintena de poemas del autor La hora de las gaviotas. La publicación está hoy introducida como lectura obligatoria en distintos centros colombianos.
Será el 2017 un año especialmente fructífero y de colaboraciones para el autor gozoniego. Con las imágenes de la artista avilesina Elisa Torreira sale a luz Ingente distancia. Cercanía de pensamientos en torno al amor, el tiempo, la belleza y sus efímeros pasajes y constantes despedidas: “Nada más para siempre que el ahora …”. El poemario Entonces nos traslada a "ese ayer que produjo este hoy. Y de este ahora, tan escurridizo como todo lo que nos pertenece". El poemario Estancia fugitiva "muestra sin reparos la compenetración de los versos y la vida (...) la felicidad que se abre cuando cierro la puerta de mi casa". Dos colaboraciones especiales para Aurelio González Ovies en este año, las más recientes, son las compartidas con la escritora María García Esperón: "Diccionario de mitos clásicos", obra en la que el asturiano fusiona mitología y poesía; y Siete mitos (En prosa y en verso), incluido en el plan lector Hillman y que despertará en 2018. Ambos autores nos descubren siete mitos clásicos y esenciales que "hablan de lo esencial de la existencia: el porqué de la belleza, el miedo a la muerte, la necesidad del amor...".
En este mismo 2017, tras un recital en la librería Juan Rulfo de Madrid en octubre de 2016, saldrá la reedición de Vengo del norte, apadrinada por el Fondo de Cultura Económica. El accésit Premio Adonáis de Poesía 1992 vuelve veinticinco años después e inicia un nuevo recorrido: México, Argentina, Brasil, Colombia, Chile, Ecuador, España, Estados Unidos de América, Guatemala, Perú y Venezuela. 
En 2018, la Asociación de Escritores de Asturias le concede, por una unicidad, el XIII Premio de las Letras de Asturias por su trayectoria literaria: "Aurelio es el poeta del amor, amor a todo lo que le rodea, amor sentido en una poesía dulce y clara, llena de lirismo y de imágenes intensas, donde están presentes todos los aromas y sabores de nuestra tierra, de su  tierra natal,  donde la mar  y el paisaje  y su propio mapa interior,  son referentes constantes en su obra. Su voz es en sí belleza y luz".
En 2019 Aurelio se sumerge de nuevo en la temática clásica con la obra Una mitología. Seres y mitos del norte. Para esta ocasión, su vuelta a la literatura infantil con la editorial Pintar-Pintar, estuvo acompañada por el artista visual asturiano Toño Velasco. «Siempre tuve mitos en la cabecera de mi cama», dice Aurelio González Ovies. Y más mitos llegaron también a España desde México con la reedición del Diccionario de Mitos clásicos. Poesía y narraciones por la Editorial Gustavo Gili.
No será la única publicación infantil de este "mítico" año 2019 pues debuta en la colección infantil 'Rimacuentos' de la nueva editorial asturiana Tinta Chica con Noche de cumpleaños.
Será en 2020 cuando el poeta gozoniego retome la colección de Cuadernos Fíbula de Poesía con el poemario En el camino, una edición conjunta con la poeta avilesina recientemente desaparecida Marian Suárez. Sin duda una edición especial pues será su última colaboración. 
Colaborador habitual en los diarios asturianos, escribe un artículo quincenal, de tono poético, en La Nueva España. Pues “su poesía es sencilla ( debe saberse que la sencillez poética es un don; no existe curso de gramática para acceder a ella ) y también profunda; sus versos llegan al lector común, al de todos los días, y también, por supuesto, al lector conocedor de la forma, la musicalidad, el estilo, la originalidad, y el mensaje de la palabra”.

## Premios literarios[14]
- Premio Internacional de Poesía Ángel González. 1990.
- Premio Internacional de Poesía Feria del Libro-Ateneo Jovellanos. 1991.
- Premio Hispanoamericano de poesía Juan Ramón Jiménez. 1992.
- Accésit Premio Adonáis de Poesía. 1992.
- Accésit Premio Esquío. 1994.
- XIII Premio de las Letras de Asturias, 2018.

## Obra poética[15]
- Las horas en vano. Plaquette. Heracles y nosotros. Gijón. 1989.
- Versos para Ana sin número. Oviedo. 1989.
- La edad del saúco. Mieres.1991.
- En presente (y poemas de Álbum amarillo). Gijón. 1991.
- La hora de las gaviotas.[16] Huelva. 1992.
- Vengo del norte. Rialp. Madrid. 1993.
- Nadie responde. El Ferrol. 1994.
- (Ed.) La muerte tiene llave. Fíbula. Avilés. 1994.
- (Ed.) Con los cinco sentidos. Fíbula. Avilés. 1997.
- (Ed.) Las señas del perseguidor. Fíbula. Avilés 1999.
- Nada. Ed. Deva. Gijón. 2001.
- 34 (Poemes a imaxe del silenciu), Oviedo. 2003.
- Tocata y Fuga. Alvízoras Llibros. Oviedo. 2004.
- (Ed.) Una realidad aparte. Fíbula. Avilés. 2005.
- El poema que cayó a la mar. Pintar-Pintar. Oviedo. 2007.
- Chispina. Pintar-Pintar. Oviedo. 2008.
- Caracol. Pintar-Pintar. Oviedo. 2008.
- Esta luz tan breve (Poesía 1988-2008). Saltadera. Oviedo. 2008.
- El cantu’l tordu. ALLA. Oviedo. 2009.
- Todo ama. Pintar-Pintar. Oviedo. 2009.
- (Ed.) NO. Fíbula. Avilés. 2009.
- Mi madre. Pintar-Pintar. Oviedo. 2010.
- Loles. Pintar-Pintar. Oviedo. 2011.
- Versonajes. Pintar-Pintar. Oviedo. 2013.
- La hora de las gaviotas y otros poemas. Enlace Editorial. Bogotá. 2016.
- (Ed.) Ingente distancia. Oviedo. 2016.
- Entonces. BajAmar Editores. Gijón. 2017.
- Estancia fugitiva. Creática. Santander. 2017.
- Diccionario de Mitos clásicos. Poesía y narraciones. (Aurelio González Ovies y María García Esperón). Ediciones El Naranjo- México, 2017.
- Vengo del norte (reedición). Fondo de Cultura Económica. México-España-Colombia, 2017.
- Siete mitos (En prosa y en verso). (Aurelio González Ovies y María García Esperón). Editorial Libros & Libros S.A., Hillman Publicaciones. Bogotá, Colombia, 2017.
- Esta luz tan breve (Poesía 1988-2008). (2ª edición). Saltadera. Oviedo. 2018.
- Diccionario de Mitos clásicos. Poesía y narraciones. (Aurelio González Ovies y María García Esperón). Reedición en España. Editorial Gustavo Gili. Barcelona. 2019.
- Una mitología. Seres y mitos del norte. Ilustraciones de Toño Velasco. Pintar- Pintar Editorial, Oviedo, 2019.
- Noche de cumpleaños. Tinta Chica. Oviedo. 2019.
- (Ed.) En el camino. Cuadernos Fíbula de Poesía. Avilés. 2020.
- BocArtes y Oficios. Tinta Chica. Gijón. 2021.
- La ventana. Impronta. Gijón. 2021 (ed. asturiano).
- La ventana. Impronta. Gijón. 2022 (ed. asturiano).
- Una escuela es una casa. Pintar- Pintar Editorial. Oviedo. 2023

## Antologías y obras colectivas[15]
- Inclusión en Antología de poesía española, a cargo de José Enrique Martínez Fernández. Castalia, 1997.
- Colaboración en la obra La caja de Pandora. Oviedo. 1997.
- Colaboración en la obra Encuentros. Artizar. Oviedo. 1997.
- Colaboración en la obra Ángel González en la generación del 50: Diálogo con los poetas de la experiencia. Tribuna Ciudadana. Oviedo. 1998.
- Colaboración (prólogo) en la obra El color del aire, de José Manuel Gutiérrez. Olifante. 1999.
- Inclusión en la Antología (Luis Salcines ed.) Toles direcciones /Todas direcciones. Asturias-Santander.2001.
- Inclusión en la sexta Antología de Adonáis. Ediciones Rialp, S.A. Madrid. 2004.
- Coordinación de la obra II Concurso de Cuentos y I de Poesía "PUMUO". Universidad de Oviedo. 2004.
- Inclusión en la Antoloxía Poesía asturiana contemporánea. Palabres clares. Trabe. Oviedo. 2005.
- Inclusión en la Antología Al aldu. Poesía para el segundo ciclo de ESO. 2005.
- Colaboración en el catálogo de la exposición El aire también muere de Elisa Torreira. Pamplona. 2005.
- Inclusión en la Antología Poesía Astur de hoy. Zigurat. Hungría-Ateneo Obrero de Gijón. 2006.
- Inclusión en la Antología La hamaca de lona. Málaga. 2006.
- Inclusión en la Antología Poesía para vencejos. León. 2007.
- Colaboración en la obra Una vida para la literatura. Gijón. 2007.
- Colaboración en la obra Se envellecemos xuntos. Sociedad de Cultura Valle-Inclán. El Ferrol. 2007.
- Inclusión en la Antología Vida de perros. Poemas perrunos. Buscarini. Logroño. 2007.
- Colaboración en la Antología de relatos Dir pa escuela. Ámbitu, Oviedo. 2008.
- Colaboración en el catálogo de la exposición El arte del retrato, selección de obras de la colección Masaveu. Sociedad Anónima Tudela Veguín. Oviedo. 2008.
- Inclusión el la Antología El paisaje literario. Universidad de Las Palmas de Gran Canaria. 2009.
- Inclusión en la Antología Abrazos de náufrago. Huelva. 2009.
- Inclusión en la Antología Poetas asturianos para el siglo XXI de Carlos Ardavín. Trea. 2009.
- Trabanco (Premio Alfredo Quirós Fernández). Gijón. 2009.
- Inclusión en la Antología Poetas de Asturias en Cangas de Onís. Santander. 2009.
- Inclusión en la Antología Por partida doble. Poesía asturiana actual. Trabe. Oviedo. 2009.
- Inclusión en la Antología Toma de tierra. Poetas en lengua asturiana. Antología (1975-2010). Trea. Gijón. 2010.
- Inclusión en la Antología Alrededor de Luis Alberto de Cuenca. Ediciones Neverland. 2011.
- Colaboración en la nueva edición de la obra Se envellecemos xuntos. Galebook. 2013.
- Inclusión en la Antología Contra'l silenciu de Berto García. Suburbia Ediciones S.L., Gijón. 2014.
- Colaboración junto con las imágenes de Elisa Torreira en la obra Ingente distancia. Oviedo. 2016.

## Contribuciones en periódicos y revistas
- Colaborador habitual en El Periòdico de Quirós desde 2001.
- Colaborador en el suplemento cultural La nueva Quintana del periódico La Nueva España.
- Columnista de opinión en La Nueva España (sección La Rucha) desde 2006.
- Columnista de opinión en La Voz de Asturias (sección La Rueda) de 2007 a 2012.
- Colaboraciones de crítica literaria en distintas revistas nacionales e internacionales: Sibila, Otro lunes, Lunas Rojas, Arquitrave, MicRomania, Ágora, Il Convivio, etc.